# Evharistični shod
Evharistični shod (tudi evharistični kongres) je v Katoliški Cerkvi javen in dobro pripravljen shod oziroma zborovanje katoliških škofov, duhovnikov, redovnikov in laikov (tj. navadnih vernikov) z namenom preučevanja, udejanjanja in širjenja vere o resnični prisotnosti Kristusa v Rešnjem telesu oziroma Evharistiji, ki je pomemben člen katoliškega verskega nauka. Shodi združujejo ljudi z velikega območja in običajno zajemajo velike površine na prostem z mašo, češčenjem, procesijo z Najsvetejšim in druge pobožnosti, ki potekajo navadno skozi več dni.
Shodi ali kongresi se lahko nanašajo na krajevne, škofijske, narodne ali državne (odvisno od državne ureditve) in mednarodne evharistične kongrese.
Na Slovenskem smo imeli doslej dva taka vseslovenska evharistična shoda. 1935 je bil Evharistični kongres za Jugoslavijo, ki so se ga udeležili večinoma Slovenci. Takrat je bilo v Ljubljani na Plečnikovem stadiona 120.000 evharističnih častilcev. Prvi le Slovenski evharistični shod pa je bil v Celju 2010. Na njem se je zbralo okoli 40.000 vernikov. 
Mednarodni evharistični shod je torej sijajno, izredno praznovanje v čast Presvetemu Rešnjemu telesu, ki je odprto za mednarodno sodelovanje in večjo udeležbo. Evharistične shode v Cerkvi obhajajo torej zaradi zbiranja vernikov ne glede na meje k skupnemu proslavljanju oziroma češčenju evharistije.

## Zgodovina
Sveti Paskal Bajlonski je svetnik-zavetnik evharističnih shodov.

### Pomembnejši evharistični shodi
Prvi mednarodni evharistični shod je bil napravljen po zamisli škofa Ségura in je potekal v Lillu v Franciji 21. junija 1881. Prvotni navdih je podala laikinja Marie-Marthe-Baptistine Tamisier (1834-1910), ki je celo desetletje prepričevala duhovščino, da so se navdušili - a prek njih tudi verniki in škofje - za tovrstna verska srečanja, saj več takih poskusov ni rodilo uspeha. Shod je odobril papež Leon XIII. in mu je prisostvovalo 40,000 ljudi.
Šesti evharistični shod ali kongres se je sestal v Parizu leta 1888; središče dogajanja je bila znamenita Cerkev Srca Jezusovega na Montmartru v Parizu.
Antwerpen je gostil naslednji kongres leta 1890, med katerim je bil na trgu Place de Meir postavljen ogromen Božji grob. Okoli njega se je zbralo okrog 150.000 ljudi, katerim je mechelenski kardinal-nadškof Goossens podelil slovesni blagoslov. Navzoč je bil tudi škof Doutreloux - pomembna osebnost teh shodov.
Posebno pomemben je bil tudi osmi kongres, ki je potekal v Jeruzalemu leta 1893, saj je bil to prvi kongres zunaj Evrope.
1907 je shod potekal v Metzu. Nemška vlada je preklicala omejevalni pruski zakon iz 1870, ki je prepovedoval opravljanje procesij v pomenu, da je možno spet iti v javnost pri obhodu z Najsvetejšim.
Vsako leto je kongres dobival vedno bolj mednarodni pomen. Na povabilo westminsterskega nadškofa Bourna je potekal devetnajsti kongres v Londonu, prvič med angleško govorečimi člani Cerkve.

### Predsedniki
Predsedniki Stalnega odbora Mednarodnih evharističnih kongresov, pod vodstvom katerih je bil dosežen ves ta napredek, so bili:
1. Ségur – škof Lilla ter nadškof de La Bouillerie;
2. Duquesnay – škof v Cambrai-ju[9];
3. Mermillod – švicarski kardinal in škof Lausanne in Ženeve;
4. Doutreloux – belgijski škof v Liegu;
5. Heylen – belgijski škof v Namurju. [10]

1901 je postal predsednik Papeškega odbora za prirejanje Mednarodnih evharističnih shodov kot nasledni lieškega škofa Doutrelouxa. Gostil je 1902 evharistični shod v svoji lastni škofiji. Nato je osebno predsedoval Mednarodnim evharističnim shodom v Montrealu (1910), Chicagu (1926), Sydneyu (1928), Kartagini v Tunisu (1930), Buenos Airesu (1934) in Manili na Filipinih (1937).
Po vsakem kongresu je ta odbor pripravil in izdal zbornik s poročilom o vseh prebranih prispevkih in razpravah s pridigami, nagovori na javnih sestankih in podrobnim opisom vsega dogajanja. Pri prvih 24-ih shodih je bila obravnavana poljubna in ne vnaprej določena tema; pozneje pa se je kongres osredotočil na določeno območje, ki je povezano z evharistijo in njenim češčenjem. 
V zvezi z vsakim mednarodnim shodom so pripravili tudi skrbno izdelane spominske svetinje, na katerih sta odtisnjeni podobi, ki povzemata kraj in vsebino dogajanja.

## Seznam Mednarodnih evharističnih shodov
| Ime                              | Čas                      | Kraj            | Vsebina                                                                              | Opombe |
| -------------------------------- | ------------------------ | --------------- | ------------------------------------------------------------------------------------ | --- |
| 1. mednarodni evharistični shod  | junij 1881               | Lille           |                                                                                      | |
| 2. mednarodni evharistični shod  | september 1882           | Avignon         |                                                                                      | |
| 3. mednarodni evharistični shod  | junij 1883               | Liège           |                                                                                      | |
| 4. mednarodni evharistični shod  | september 1885           | Fribourg        |                                                                                      | |
| 5. mednarodni evharistični shod  | junij 1887               | Toulouse        |                                                                                      | |
| 6. mednarodni evharistični shod  | julij 1888               | Pariz           |                                                                                      | |
| 7. mednarodni evharistični shod  | avgust 1890              | Antwerpen       |                                                                                      | |
| 8. mednarodni evharistični shod  | maj 1893                 | Jeruzalem       |                                                                                      | Prvi kongres zunaj Evrope, prvi v Aziji. |
| 9. mednarodni evharistični shod  | julij 1894               | Reims           |                                                                                      | |
| 10. mednarodni evharistični shod | september 1897           | Paray-le-Monial |                                                                                      | |
| 11. mednarodni evharistični shod | julij 1898               | Bruselj         |                                                                                      | |
| 12. mednarodni evharistični shod | avgust 1899              | Lurd            |                                                                                      | |
| 13. mednarodni evharistični shod | september 1901           | Angers          |                                                                                      | |
| 14. mednarodni evharistični shod | september 1902           | Namur           |                                                                                      | |
| 15. mednarodni evharistični shod | junij 1904               | Angoulême       |                                                                                      | |
| 16. mednarodni evharistični shod | junij 1905               | Rim             |                                                                                      | |
| 17. mednarodni evharistični shod | avgust 1906              | Tournai         |                                                                                      | |
| 18. mednarodni evharistični shod | avgust 1907              | Metz            |                                                                                      | |
| 19. mednarodni evharistični shod | september 1908           | London          |                                                                                      | |
| 20. mednarodni evharistični shod | avgust 1909              | Köln            |                                                                                      | |
| 21. mednarodni evharistični shod | 7.-11. september 1910    | Montreal        |                                                                                      | Prvi shod v Severni Ameriki oziroma na Zahodni polobli. |
| 22. mednarodni evharistični shod | julij 1911               | Madrid          |                                                                                      | |
| 23. mednarodni evharistični shod | 12.-15. september 1912   | Dunaj           |                                                                                      | |
| 24. mednarodni evharistični shod | 23.-27. april 1913       | Malta           |                                                                                      | |
| 25. mednarodni evharistični shod | 22.-25. julij 1914       | Lurd            | Evharistija in Kristusova družbena vladavina.                                        | Kardinal Pignatelli je bil apostolski legat. |
| 26. mednarodni evharistični shod | 24.-29. maj 1922         | Rim             | Miroljubno vladanje Jezusa Kristusa v Rešnjem telesu                                 | Papež Pij XI. je osebno maševal na Trgu svetega Petra; |
| 27. mednarodni evharistični shod | 22.-27. junij 1924       | Amsterdam       | Evharistija in Nizozemsko                                                            | Kardinal Van Rossum kot apostolski legat. |
| 28. mednarodni evharistični shod | 20.–24. junij 1926       | Chicago         | Pax Christi in regno Christi (Kristusov mir v Kristusovem kraljestvu)                | Prvi shod v ZDA. Kardinal Bonzano je bil papeški legat; gostitelj je bil kardinal Mundelein, nadškof v Chicagu. Sklepne maše se je udeležilo milijon častilcev. |
| 29. mednarodni evharistični shod | 6.–9. september 1928     | Sydney          | Marija in evharistija                                                                | Prvi shod v Avstraliji. Evharistično procesijo pod vodstvom papeškega legata kardinala Cerrettija je spremljalo pol milijona vernikov. |
| 30. mednarodni evharistični shod | 7.–11. maj 1930          | Kartagina       | Evharistija - afriško pričevanje                                                     | Prvi shod v Afriki. |
| 31. mednarodni evharistični shod | 22.–26. junij 1932       | Dublin          | Irski misijonarji in češčenje Presvete Evharistije                                   | 1500-letnica prihoda Svetega Patrika na Irsko, ki je 1932 štela 3,171,697 katoličanov. |
| 32. mednarodni evharistični shod | 10.–14. oktober 1934     | Buenos Aires    | Kristusovo družbeno vladanje in evharistija                                          | Prvi shod v Južni Ameriki; apostolski legat je bil kardinal Eugenio Pacelli, poznejši papež Pij XII.. V Parku Palmero se je zbralo milijon ljudi, ki so poslušali radijski papežev pozdrav in blagoslov iz Vatikana. |
| 33. mednarodni evharistični shod | 3.–7. februar 1937       | Manila          | Evharistični apostolat v misijonih                                                   | Drugi shod v Aziji in prvi na Filipinih ob navzočnosti 1,5 milijona ljudi s celega sveta. Maše so se odvijale v Rizal Parku ob številni udeležbi. |
| 34. mednarodni evharistični shod | 25.–30. maj 1938         | Budimpešta      | Rešnje telo - vez ljubezni                                                           | Apostolski legat je bil zopet kardinal Eugenio Pacelli — poznejši papež Pij XII.. Zbralo se je prek 100,000 romarjev, 15 kardinalov in 330 škofov. |
| 35. mednarodni evharistični shod | 27. maj-1. junij 1952    | Barcelona       | Mir                                                                                  | Prvi shod po Drugi svetovni vojni. Veliko mnoštvo vernikov sta vodila newyorški kardinal Francis Spellman in čikaški kardinal Samuel Stritch. Zaradi oviranja režimov iz komunistične Vzhodne Evrope je prišlo od tam le omejeno število vernikov. |
| 36. mednarodni evharistični shod | 17.–24. julij 1955       | Rio de Janeiro  | Kristus Zveličar in njegovo evharistično kraljestvo                                  | |
| 37. mednarodni evharistični shod | 31. julij-7. avgust 1960 | München         | „Pro Mundi Vita“ („Für das Leben der Welt“) – „Za življenje sveta“ .                 | Kardinali: njujorški Francis Spellman, bostonski Richard Cushing in čikaški Albert Gregory Meyer. Položili so temelj za spravno cerkev. Ob koncu je bila na velikem trgu Theresienwiese maša Statio Orbis. |
| 38. mednarodni evharistični shod | 12.–15. november 1964    | Bombay          | Kristus je resnično navzoč v Rešnjem telesu.                                         | Prvič je shod potekal v državi, ki nima krščanske večine. Njegov cilj je bil razširjanje stalnega katoliškega prepričanja o Kristusovi resnični navzočnosti v evharistiji. Kongresa se je udeležilo papež Pavel VI., veliko število kardinalov in okrog 20.000 romarjev. |
| 39. mednarodni evharistični shod | 18.–25. avgust 1968      | Bogotá          | Eucharistia - vinculum charitatis (Evharistija - vez ljubezni. Enako geslo kot 1938) | Na shod so prišli papež Pavel VI., miamski nadškof Coleman Carroll in detroitski nadškof John Francis Dearden. |
| 40. mednarodni evharistični shod | 18.–25. februar 1973     | Melbourne       | "Ljubite se med seboj, kakor sem vas ljubil jaz!"                                    | |
| 41. mednarodni evharistični shod | 1.–8. avgust 1976        | Philadelphia    | Evharistija in lakote človeške družine                                               | 1.600.000 vernikov vključno s 44 kardinali in 417 škofi.. “Evharistija in lakote človeške družine” (telesne in duhovne lakote).. Mati Terezija: "Reveži so okoli nas!" Dorothy Day: “Žene in Evharistija”.. Bodoči papež Janez Pavel II.: Svoboda in pravičnost.. Predsednik Gerald Ford: Cerkev dela za mir.. |
| 42. mednarodni evharistični shod | 16.–23. julij 1981       | Lurd            | Jezus Kristus, kruh razlomljen za novi svet                                          | Apostolski legat kardinal Bernardin Gantin. Veliko mladih iz Tretjega sveta. Muhasto vreme precej nagajalo, Lurška procesija uspela. Tretjič je bil shod v Lurdu - papežev pozdrav prek TV. |
| 43. mednarodni evharistični shod | 11.–18. avgust 1985      | Nairobi         | Evharistija in krščanska družina                                                     | Vodil Papež Janez Pavel II.. |
| 44. mednarodni evharistični shod | 4.–8. oktober 1989       | Seul            | Kristus je naš mir                                                                   | Tudi tokrat je vodil shod Papež Janez Pavel II. in maševal v korejščini. "Globlje razumeti evharistijo, živeti v skladu s to vero." Milijon ljudi. |
| 45. mednarodni evharistični shod | 7.–13. junij 1993        | Sevilja         | Kristus je luč narodov.                                                              | Prvi shod po koncu Hladne vojne je pozdravil papež Janez Pavel II.: "Upam, da bodo sadovi tega shoda razširili vedno evharistično češčenje po vseh župnijah in krščanskih skupnostih po vesoljnem svetu." |
| 46. mednarodni evharistični shod | 25. maj-1. junij 1997    | Vroclav         | Svoboda kot odsvit evharistije                                                       | Vodil ga je papež Janez Pavel II.. Shod je razčlenjeval razloček med "svobodo" ("freedom") in "osvoboditvijo" ("liberty") v luči evharistije. |
| 47. mednarodni evharistični shod | 18.–25. junij 2000       | Rim             | Kristus je edini zveličar sveta, kruh za novo življenje                              | Tretjič v Rimu, prvič v svetem letu. Vodil ga je papež Janez Pavel II.. |
| 48. mednarodni evharistični shod | 10.–17. oktober 2004     | Guadalajara     | “Evharistija, luč in življenje za novo tisočletje”.                                  | Papež Janez Pavel II., ki je bil preveč bolan, da bi se ga udeležil, je imenoval kardinala Jožefa Tomka kot legata. Kongres se je končal z mašno slovesnostjo na ’’stadionu Jalisco’’ v Guadalajari, s povezavo v živo do istočasne maše, ki se je vršila v Baziliki sv. Petra v prisotnosti Janeza Pavla II. Takrat se je začelo tudi leto evharistije, ki je potekalo do ’’občnega zbora škofovske sinode’’ oktobra 2005. |
| 49. mednarodni evharistični shod | 15.–22. junij 2008       | Quebec          | Evharistija - Božji dar za življenje sveta                                           | Shod je sovpadal s 400-letnico ustanovitve mesta. Sklepna slovesnost je ob veliki udeležbi vernikov potekala na Plains of Abraham. Papež Benedikt XVI. je poslal v živo TV poslanico v francoščini in angleščini iz Apostolske palače prek velikanskih zaslonov. |
| 50. mednarodni evharistični shod | 10.–17. junij 2012       | Dublin          | Evharistija - občestvo s Kristusom in z bližnjim (citat iz Lumen gentium)            | Shod je sovpadal s 50-letnico začetka Drugega vatikanskega vesoljnega cerkvenega zbora. V povezavni z dnevno mašo je bilo čez 30 delavnic. Evharistija daje moč v boju zoper pohotnost. Papeški legat, kardinal Marc Ouellet, se je osebno srečal z žrtvami kleriških zlorab. |
| 51. mednarodni evharistični shod | 24.–31. januar 2016      | Cebu (mesto)    | Kristus v tebi - naše upanje in slava (Iz pisma apostola Pavla Kološanom)            | Vdrugič je bil shod na Filipinih, zopet v Manili. Papež Frančišek je poslal kardinala na Mjanmaru (=Burmi) Boa za svojega legata. |
| 52. mednarodni evharistični shod | 5.-12. september 2021    | Budimpešta      | “V tebi (=v Rešnjem telesu) je vir vseh mojih blagoslovov.” (Ps 87, 7)               | Tokrat Madžarska že drugič gosti shod po 1938. Osebno se ga je udeležil tudi papež Frančišek. |
| 53. mednarodni evharistični shod | 8.-15. september 2024    | Quito           | "Bratstvo za ozdravitev sveta"                                                       | Ta shod prvič poteka v andski deželi Ekvadorju - ob 150-letnici posvetitve Presvetemu Srcu Jezusovemu - ki jo je opravil takratni predsednik Moreno ob podpori Pija IX. 1874. |

### Uradni spleti
- congressieucaristici.va – Official site of the Pontifical Committee for the International Eucharistic Congresses
  - Pontifical Committee for International Eucharistic Congresses (archive website)
- iec2016.ph – Official Website for the 2016 International Eucharistic Congress
- iec2020.hu/en – Official Website for the 2020 International Eucharistic Congress

### Zgodovinski spleti
- The 1926 Cardinal's Train to the 28th International Eucharistic Congress in Chicago at ThemeTrains.com.
- Samantha Frappell (2012). »International Eucharistic Congress 1928«. Dictionary of Sydney. Dictionary of Sydney Trust. Pridobljeno 5. oktobra 2015. [CC-By-SA]
- 49th International Eucharistic Congress (2008): Photo Gallery by The Catholic Photographer

### Drugo
(slovensko)
- Ko je bilo na Plečnikovem stadionu 120.000 vernikov. Slovenski evharistični kongres v Ljubljani leta 1935. (Aleš Žužek)

(angleško)
- Eucharistic Congresses on New Advent Catholic Encyclopedia
- International Eucharistic Congress 1976. Catholic Historical Research Center of the Archdiocese of Philadelphia[mrtva povezava]

(italijansko)
- 42. LOURDES (Francia) dal 16 al 23 luglio 1981. Pontificio comitato per i congressi eucaristici internazionali. Organizzato da: S.E. Mons. Henri Donze, Vescovo di Tarbes e Lourdes. Presidente: Legato Pontificio Cardinale Bernardin Gantin. Segretario generale: P. Marcel Mingam. Tema: Gesù Cristo, pane spezzato per un mondo nuovo.

### 52. mednarodni evharistični shod v Budimpešti 2021
(madžarsko)
- Magyarország rendezi meg a Nemzetközi Eucharisztikus Kongresszust 2020-ban (magyarkurir.hu, 2016-01-31 11:30)
- Magyarországon lesz az eucharisztikus világkongresszus – Origó, 2016.01.31.
- Magyarországon lesz a következő eucharisztikus világkongresszus – Mno, 2016. január 31.
- Erdő Péter: Óriási a jelentősége, hogy Budapesten lesz a következő Eucharisztikus Világkongresszus – Magyar Kurír, 2016. január 31.
- Már csak egy év – Elindították a NEK visszaszámláló óráját – Magyar Kurír, 2019. szeptember 13.
- Erdő Péter Brazíliában népszerűsíti a 2020-as Nemzetközi Eucharisztikus Kongresszust – Magyar Kurír, 2019. szeptember  24.
- Elkészült a 2020-as Nemzetközi Eucharisztikus Kongresszus logója – Magyar Kurír, 2017. június 6.
- Minden forrásom belőled fakad – A 2020-as eucharisztikus kongresszus előkészületei – Esztergom–Budapest, 2017/2 Nyár
- https://web.archive.org/web/20170811010019/http://www.iec2020.hu/l/a-2020-as-budapesti-nemzetkozi-eucharisztikus-kongresszus-logojanak-leirasa/
- https://web.archive.org/web/20170809212516/http://www.iec2020.hu/l/szolitson-lampi-bacsinak/